# Naturschutzgebiet Grünlandkomplex obere Orke

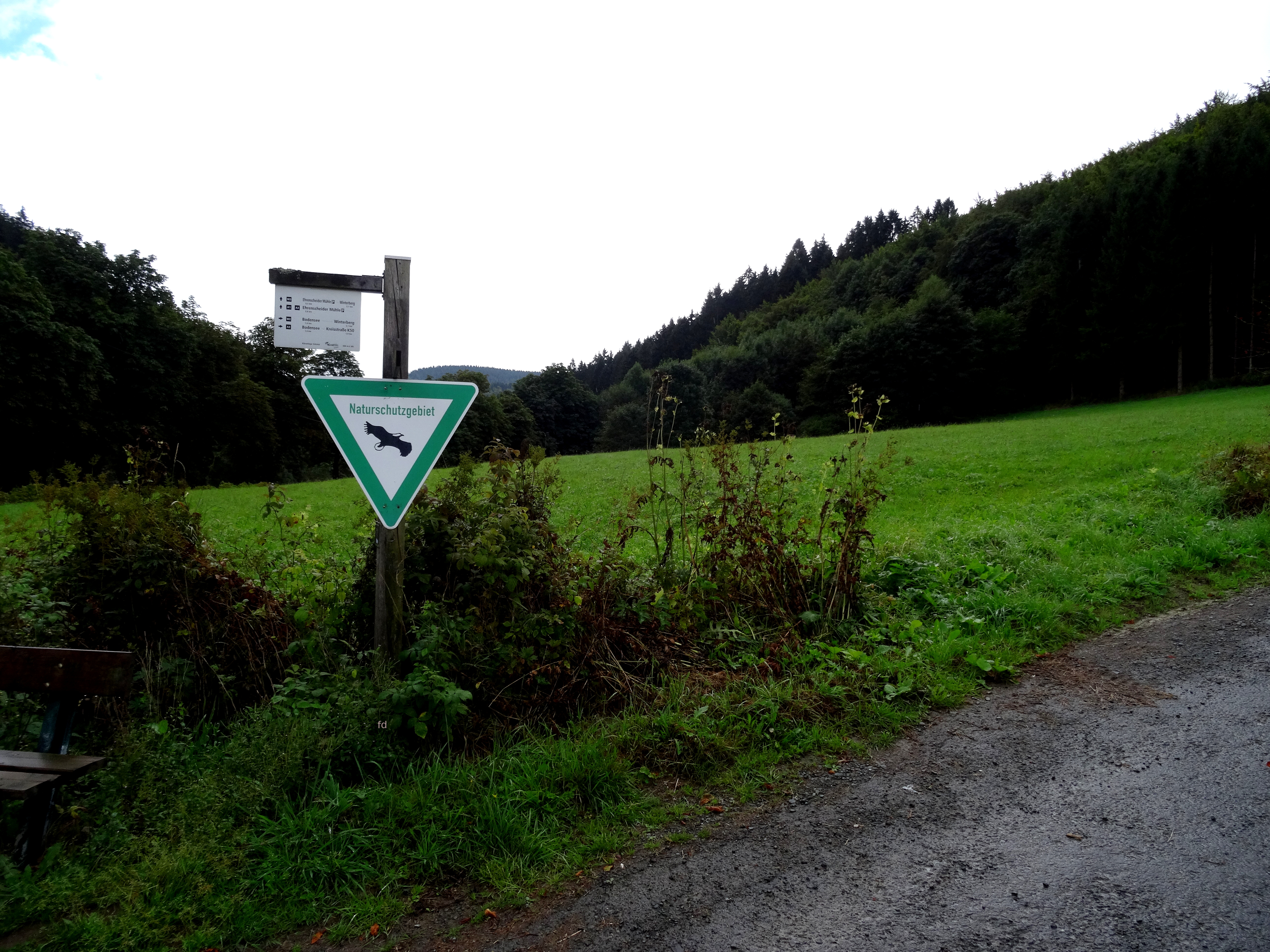
NSG Obere Orke

Das Naturschutzgebiet Grünlandkomplex obere Orke ist ein 45,11 ha großes Naturschutzgebiet (NSG) nordöstlich von Elkeringhausen im Stadtgebiet von Winterberg. Das Gebiet wurde 2008 mit dem Landschaftsplan Winterberg durch den Hochsauerlandkreis als (NSG) ausgewiesen. Das NSG gehört zum FFH-Gebiet Oberes Orketal.

## Beschreibung
Das NSG umfasst den Bereich der oberen Orke nach verlassen der Waldbereiche des Glindfelder Forstes. Das NSG besteht hauptsächlich aus Grünland zu beiden Seiten der Orke. Das Grünland wird meist mit Rindern beweidet. Neben Feuchtgrünland an der Orke befinden sich Magerweiden am nördlichen Talhang im NSG. Teilweise sind Waldbereiche ins NSG einbezogen.